# Evropská solidarita
Evropská solidarita (ukrajinsky Європейська солідарність) je ukrajinská politická strana. Strana vznikla jako Solidarita v roce 2001 odštěpením od Sociálně demokratické strany Ukrajiny a vždy byla spojována s Petrem Porošenkem, který byl i jejím první předsedou a zůstává čestným předsedou strany. V roce 2013 byla strana de iure zrušena, de facto se spojila s jinou menší politickou stranou, která byla následně přejmenována na Celoukrajinské sdružení Solidarita. V srpnu 2014 pak strana byla přejmenována na Blok Petra Porošenka. V roce 2019 pak změnila název na svůj současný.
Strana se účastnila parlamentních voleb v roce 2002, kdy jako součást bloku Naše Ukrajina získala 13 mandátů. V letech 2003 – 2013 byla prakticky neaktivní. V srpnu 2014 byl předsedou strany zvolen Jurij Lucenko. Strana chce být členem Evropské lidové strany.
Strana vyhrála parlamentní volby v roce 2014, ve kterých spolupracovala se stranou UDAR. Na prvním místě kandidátky byl předseda UDARu Vitalij Kličko, na druhém Jurij Lucenko a na třetím nestraník Olha Bohomolec. Strana získala celkem 132 ze 423 křesel.
V parlamentních volbách 2019 strana získala 8,13 procent a 25 ze 450 křesel v parlamentu.